# Olympische Sommerspiele 1984/Teilnehmer (Senegal)
| Gelbes Symbol für Goldmedaillen mit stilisierten Olympischen Ringen | Graues Symbol für Silbermedaillen mit stilisierten Olympischen Ringen | Braundes Symbol für Bronzemedaillen mit stilisierten Olympischen Ringen |
| ------------------------------------------------------------------- | --------------------------------------------------------------------- | ----------------------------------------------------------------------- |
| —                                                                   | —                                                                     | —                                                                       |

Senegal nahm an den Olympischen Sommerspielen 1984 in Los Angeles, USA, mit einer Delegation von 24 Sportlern (23 Männer und eine Frau) teil.

## Teilnehmer nach Sportarten

### Judo
- Djibril Sall
Superleichtgewicht: 18. Platz

- Ibrahima Diallo
Leichtgewicht: 19. Platz

- Ousseynou Guèye
Halbmittelgewicht: 14. Platz

- Abdul Daffé
Halbschwergewicht: 7. Platz

- Khalifa Diouf
Schwergewicht: 9. Platz

- Lansana Coly
Offene Klasse: 7. Platz

### Leichtathletik
- Charles-Louis Seck
100 Meter: Viertelfinale
4 × 100 Meter: Halbfinale

- Boubacar Diallo
400 Meter: Vorläufe
4 × 400 Meter: Vorläufe

- Moussa Fall
800 Meter: Halbfinale
4 × 400 Meter: Vorläufe

- Babacar Niang
800 Meter: Viertelfinale
4 × 400 Meter: Vorläufe

- Amadou Dia Ba
400 Meter Hürden: 5. Platz
4 × 400 Meter: Vorläufe

- Mamadou Sène
4 × 100 Meter: Halbfinale

- Hamidou Diawara
4 × 100 Meter: Halbfinale

- Ibrahima Fall
4 × 100 Meter: Halbfinale

- Saliou Seck
4 × 100 Meter: Halbfinale

- Mamadou Diallo
Dreisprung: 12. Platz

- Constance Senghor
Frauen, Hochsprung: 27. Platz in der Qualifikation

### Ringen
- Talla Diaw
Fliegengewicht, Freistil: Gruppenphase

- Amadou Katy Diop
Halbschwergewicht, Freistil: Gruppenphase

- Ambroise Sarr
Schwergewicht, Freistil: Gruppenphase

- Mamadou Sakho
Superschwergewicht, Freistil: 5. Platz

### Schießen
- Mamadou Sow
Schnellfeuerpistole: 52. Platz

- Amadou Ciré Baal
Freie Scheibenpistole: 53. Platz

### Segeln
- Babacar Wade
Windsurfen: 35. Platz